# El regreso de Carola Neher
El regreso de Carola Neher es una obra de teatro escrita por el escritor franco-español Jorge Semprún y publicada por Éditions Gallimard en 1998 con el título en francés Le Retour de Carola Neher, publicada en 1995 en alemán bajo el título Bleiche Mutter, zarte Schwester.
Fue representada por primera vez en Francia por la compañía Orphéon - Théâtre intérieur en 2001 en una producción de Georges Perpes y Françoise Trompette.

## Presentación y contenido general
En esta pieza encontramos los fantasmas que perseguirán a Jorge Semprun toda su vida.
El último superviviente de los campos nazis se refugió en los alrededores del campo de Buchenwald, un lugar que conocía bien y que visitaba a menudo, en el parque del castillo Belvedere y su cementerio del Ejército Rojo, situado en Weimar (a 5 km de Buchenwald). Aquí es donde se esconde y donde volverán sus recuerdos, una mezcla de sueños y fantasías, un lugar propicio para la reflexión donde se combinan la historia personal y la historia de Alemania representada por el personaje de Carola Neher, actriz alemana de los años treinta que interpretó piezas de Bertolt Brecht, Von Horvath y muchos otros.
Por ejemplo, la vemos aparecer en la película de Pabst The Threepenny Opera. Refugiada en la URSS tras la ascensión del nazismo, fue denunciada en 1936, junto con su marido Anatol Becker, ante las autoridades soviéticas, entonces en plena purga estalinista, como trotskista por su compatriota, el director Gustav von Wangenheim. Su marido fue ejecutado en 1937 y ella murió de tifus en un gulag cerca de Oremburgo en 1942.
En la obra, diez actores prestan sus voces a quienes aquí murieron o sufrieron: Goethe, propietario de un castillo y paseando por Etersberg con su amigo Eckermann, Léon Blum, autor de Nuevas conversaciones de Goethe con Eckermann y deportado a Buchenwald, Carola Neher y otros deportados. Estos diálogos de múltiples voces se cruzan, se responden, se superponen como otros tantos ecos.
Esta pieza pretende ser un testimonio de estas heridas del siglo XX que son las deportaciones, el mundo de los campos de concentración y la limpieza étnica. Los lugares de representación también pretenden ser un símbolo de esta decadencia, como la antigua cantera de Cuers, una antigua mina de carbón en Chalon-sur-Saône que evoca el lado oscuro de nuestra civilización.